# Flughafen Matsu Beigan

i7
i11
i13
| Jahr | Flugbe- wegungen | Passagiere | Fracht (in t) |
| ---- | ---------------- | ---------- | ------------- |
| 1996 | 6.027            | 90.308     | -             |
| 2004 | 3.159            | 102.428    | 604,0         |
| 2005 | 2.294            | 66.342     | 151,4         |
| 2006 | 1.864            | 55.040     | 203,9         |
| 2007 | 1.754            | 46.894     | 288,6         |
| 2008 | 1.919            | 55.970     | 300,0         |
| 2009 | 1.957            | 70.759     | 356,0         |
| 2010 | 2.148            | 78.904     | 368,1         |
| 2011 | 2.155            | 80.297     | 415,6         |
| 2012 | 2.108            | 81.098     | 519,9         |
| 2013 | 2.068            | 83.380     | 553,7         |
| 2014 | 1.913            | 70.083     | 497,4         |
| 2015 | 1.833            | 68.894     | 471,6         |
| 2016 | 1.925            | 79.850     | 515,0         |

Der Flughafen Matsu Beigan (chinesisch 馬祖北竿機場, Pinyin Mǎzǔ Běigān Jīchǎng, IATA-Code: MFK, ICAO-Code: RCMT) ist ein kleiner Regionalflughafen auf der Insel Beigan, die zu den von der Republik China verwalteten Matsu-Inseln gehört.

## Geschichte
An der Stelle des heutigen Flughafens befand sich früher ein Militärflugplatz. Nachdem die militärische Verwaltung der Matsu-Inseln im Zeichen der Entspannung mit der Volksrepublik China aufgehoben worden war, entwickelten sich die Matsu-Inseln zunehmend zu einem Touristenziel. Am 17. Januar 1994 wurde nach ausgiebigen Renovierungen und Ausbauten ein kommerziell betriebener Flughafen eröffnet. Aufgrund der schwierigen Topografie und den wechselhaften Wetterverhältnissen in der Formosastraße konnte der Flughafen jedoch nur im Sichtflug angeflogen werden, was häufiger dazu führte, dass der Flugverkehr aufgrund ungünstiger Sichtbedingungen umgeleitet werden musste. Dies ist vor allem in den Monaten März bis Mai der Fall, in denen häufiger mit Nebel gerechnet werden muss. 
Im Januar 2003 beschloss die taiwanische Zivilluftfahrtbehörde daher, auf der Nachbarinsel Nangan einen zweiten Flughafen (Flughafen Matsu Nangan) zu errichten. Dies führte in der Folge zu einem Rückgang des Passagieraufkommens in Matsu Beigan.

## Einrichtungen
Der Flughafen verfügt über eine Start- und Landebahn mit den Abmessungen 1150 × 30 Meter, zwei Parkpositionen für Flugzeuge in der Größe einer De Havilland DHC-8 und eine für Hubschrauber in der Größe eines Bell 412. Das Flughafengelände umfasst eine Fläche von 253.870 m² (25,3 ha). Aufgrund der kleinen Abmessungen können bisher keine größeren Passagierjets, sondern nur kleinere Turboprop-Maschinen vom Typ der 56-sitzigen Dash 8 starten und landen. Durchschnittlich gibt es etwa fünf bis sechs Flugbewegungen pro Tag. Am 28. Januar 2005 wurde ein neues Flughafenterminal eröffnet. Das Flughafenabfertigungsgebäude umfasst eine Fläche von 1365,65 m².

## Fluggesellschaften und Flugverbindungen
Der Flughafen wird derzeit nur von der Fluggesellschaft Uni Air bedient. Einziges Flugziel für Linienflüge ist der Flughafen Taipeh-Songshan. Die Behörden auf den Matsu-Inseln bemühen sich seit längerem um einen Ausbau der beiden Flughäfen, um größere Touristenströme auf die Inseln zu locken.

## Zwischenfälle
- Am 5. April 1996 stürzte eine Dornier 228-212 der Formosa Airlines beim Landeanflug etwa 1,6 km vom Flughafen entfernt ins Meer, nachdem der Pilot bei schlechten Sichtverhältnissen die Landebahn verfehlt hatte. Dabei kamen 6 der 17 Flugzeuginsassen ums Leben. Der Unfall wurde als „kontrollierter Flug ins Gelände“ (Controlled Flight Into Terrain, CFIT) eingestuft (siehe auch Formosa-Airlines-Flug 7613).[6]

- Am 10. August 1997 verunglückte eine Dornier 228-212 bei Landeanflug auf den Flughafen Matsu Beigan, nachdem sie Baumwipfel und ein Gebäude gestreift hatte. Einen ersten Landeanflug hatten die Piloten bei starkem Wind und Regen zuvor abgebrochen. Alle sechzehn Personen an Bord kamen ums Leben. Der Unfall wurde als CFIT klassifiziert (siehe auch Formosa-Airlines-Flug 7601).[7]

- Am 25. März 2016 landete eine Hawker 400XP-Charterflugmaschine, die in Kinmen mit Zielflughafen Matsu Nangan gestartet war, irrtümlich auf dem falschen Flughafen (non authorized airport) auf der Nachbarinsel Beigan. Personen kamen nicht zu Schaden. Der Vorfall wurde von der taiwanischen Luftaufsichtsbehörde als „schwerwiegend“ eingestuft.[8]